# Leo Walta
Leo Walta (Vantaa, 24 giugno 2003) è un calciatore finlandese, centrocampista del Sirius.

## Carriera

### Club
Walta ha iniziato a giocare a calcio nell'HJK all'età di 8 anni e nel 2019 ha giocato alcuni incontri con la seconda squadra del club, il Klubi 04 in Kakkonen.
Nel settembre del 2019 è stato acquistato a titolo definitivo dal Nordsjælland con cui ha debuttato nel calcio professionistico il 18 luglio 2021 nell'incontro di Superligaen perso 2-1 contro il Viborg. Il 31 gennaio 2023 è stato ceduto in prestito al HB Køge fino al termine della stagione e poche settimane dopo, il 17 febbraio, ha segnato i suoi primi gol realizzando una doppietta nel 4-1 sull'Helsingør.
Dopo esser tornato al Nordsjælland, il 1º agosto 2023 è stato mandato nuovamente in prestito, questa volta in Svezia al Mjällby. L'8 marzo 2024 ha lasciato a titolo definitivo il club danese per firmare un quadriennale con il Sirius.

### Nazionale
Ha giocato con la nazionale finlandese Under-16, Under-17, Under-19 e Under-21.
Il 28 maggio 2024 viene convocato per la prima volta in nazionale maggiore, con cui esordisce il 4 giugno seguente nell'amichevole persa per 4-2 contro il Portogallo.

## Statistiche

### Presenze e reti nei club
Statistiche aggiornate al 27 marzo 2024.
| Stagione        | Squadra         | Campionato      | Campionato | Campionato | Coppe nazionali | Coppe nazionali | Coppe nazionali | Coppe continentali | Coppe continentali | Coppe continentali | Altre coppe | Altre coppe | Altre coppe | Totale | Totale | Totale |
| Stagione        | Squadra         | Comp            | Pres       | Reti       | Comp            | Pres            | Reti            | Comp               | Pres               | Reti               | Comp        | Pres        | Reti        | Pres   | Reti   |        |
| --------------- | --------------- | --------------- | ---------- | ---------- | --------------- | --------------- | --------------- | ------------------ | ------------------ | ------------------ | ----------- | ----------- | ----------- | ------ | ------ | ------ |
| 2019            | Klubi 04        | K               | 6          | 0          |                 | -               | -               |                    | -                  | -                  |             | -           | -           | 6      | 0      |        |
| 2021-2022       | Nordsjælland    | SL              | 14         | 0          | CD              | 2               | 0               |                    | -                  | -                  |             | -           | -           | 16     | 0      |        |
| 2022-gen. 2023  | Nordsjælland    | SL              | 5          | 0          | CD              | 2               | 0               |                    | -                  | -                  |             | -           | -           | 7      | 0      |        |
| gen.-giu. 2023  | HB Køge         | 1D              | 14         | 3          | CD              | 0               | 0               |                    | -                  | -                  |             | -           | -           | 14     | 3      |        |
| 2023            | Mjällby         | A               | 11         | 2          | CS              | 1               | 0               |                    | -                  | -                  |             | -           | -           | 12     | 2      |        |
| Totale carriera | Totale carriera | Totale carriera | 50         | 5          |                 | 5               | 0               |                    | -                  | -                  |             | -           | -           | 55     | 5      |        |